# Hebron (Nebraska)
Hebron é uma cidade localizada no estado americano de Nebraska, no Condado de Thayer.

## Demografia
Segundo o censo americano de 2000, a sua população era de 1565 habitantes.
Em 2006, foi estimada uma população de 1379, um decréscimo de 186 (-11.9%).

## Geografia
De acordo com o United States Census Bureau, a localidade tem uma área de 3,6 km², sem área coberta por água.

## Localidades na vizinhança
O diagrama seguinte representa as localidades num raio de 20 km ao redor de Hebron.